# فيركنيي روهاتشيك (كيرسونسكا)
فيركنيي روهاتشيك (Верхній Рогачик) هي مدينة في مقاطعة كيرسونسكا في أوكرانيا.
يبلغ عدد سكانها حوالي 6427   نسمة.